# Melangyna dichoptica
Melangyna dichoptica är en tvåvingeart som beskrevs av John Richard Vockeroth 1969. Melangyna dichoptica ingår i släktet flickblomflugor, och familjen blomflugor. Inga underarter finns listade i Catalogue of Life.